# Arondismentul Vouziers
Arondismentul Vouziers (în franceză Arrondissement de Vouziers) este un arondisment din departamentul Ardennes, regiunea Champagne-Ardenne, Franța.

## Subdiviziuni

### Cantoane
- Cantonul Attigny
- Cantonul Buzancy
- Cantonul Le Chesne
- Cantonul Grandpré
- Cantonul Machault
- Cantonul Monthois
- Cantonul Tourteron
- Cantonul Vouziers

### Comune
| 1. Alland'Huy-et-Sausseuil (08006) | 2. Les Alleux (08007)                       | 3. Apremont (08017)                  | 4. Ardeuil-et-Montfauxelles (08018) |
| 5. Attigny (08025)                 | 6. Aure (08031)                             | 7. Authe (08033)                     | 8. Autruche (08035)                 |
| 9. Autry (08036)                   | 10. Ballay (08045)                          | 11. Bar-lès-Buzancy (08049)          | 12. Bayonville (08052)              |
| 13. Beffu-et-le-Morthomme (08056)  | 14. Belleville-et-Châtillon-sur-Bar (08057) | 15. Belval-Bois-des-Dames (08059)    | 16. La Berlière (08061)             |
| 17. Bouconville (08074)            | 18. Boult-aux-Bois (08075)                  | 19. Bourcq (08077)                   | 20. Brieulles-sur-Bar (08085)       |
| 21. Briquenay (08086)              | 22. Brécy-Brières (08082)                   | 23. Buzancy (08089)                  | 24. Cauroy (08092)                  |
| 25. Challerange (08097)            | 26. Champigneulle (08098)                   | 27. Charbogne (08103)                | 28. Chardeny (08104)                |
| 29. Chatel-Chéhéry (08109)         | 30. Le Chesne (08116)                       | 31. Chevières (08120)                | 32. Chuffilly-Roche (08123)         |
| 33. Condé-lès-Autry (08128)        | 34. Contreuve (08130)                       | 35. Cornay (08131)                   | 36. Coulommes-et-Marqueny (08134)   |
| 37. La Croix-aux-Bois (08135)      | 38. Dricourt (08147)                        | 39. Exermont (08161)                 | 40. Falaise (08164)                 |
| 41. Fléville (08171)               | 42. Fossé (08176)                           | 43. Germont (08186)                  | 44. Givry (08193)                   |
| 45. Les Grandes-Armoises (08019)   | 46. Grandham (08197)                        | 47. Grandpré (08198)                 | 48. Grivy-Loisy (08200)             |
| 49. Guincourt (08204)              | 50. Harricourt (08215)                      | 51. Hauviné (08220)                  | 52. Imécourt (08233)                |
| 53. Jonval (08238)                 | 54. Lametz (08244)                          | 55. Landres-et-Saint-Georges (08246) | 56. Lançon (08245)                  |
| 57. Leffincourt (08250)            | 58. Liry (08256)                            | 59. Longwé (08259)                   | 60. Louvergny (08261)               |
| 61. Machault (08264)               | 62. Manre (08271)                           | 63. Marcq (08274)                    | 64. Marquigny (08278)               |
| 65. Mars-sous-Bourcq (08279)       | 66. Marvaux-Vieux (08280)                   | 67. Mont-Saint-Martin (08308)        | 68. Mont-Saint-Remy (08309)         |
| 69. Montcheutin (08296)            | 70. Montgon (08301)                         | 71. Monthois (08303)                 | 72. Mouron (08310)                  |
| 73. Neuville-Day (08321)           | 74. Noirval (08325)                         | 75. Nouart (08326)                   | 76. Oches (08332)                   |
| 77. Olizy-Primat (08333)           | 78. Pauvres (08338)                         | 79. Les Petites-Armoises (08020)     | 80. Quatre-Champs (08350)           |
| 81. Quilly (08351)                 | 82. Rilly-sur-Aisne (08364)                 | 83. La Sabotterie (08374)            | 84. Saint-Clément-à-Arnes (08378)   |
| 85. Saint-Juvin (08383)            | 86. Saint-Lambert-et-Mont-de-Jeux (08384)   | 87. Saint-Loup-Terrier (08387)       | 88. Saint-Morel (08392)             |
| 89. Saint-Pierre-à-Arnes (08393)   | 90. Saint-Pierremont (08394)                | 91. Saint-Étienne-à-Arnes (08379)    | 92. Sainte-Marie (08390)            |
| 93. Sainte-Vaubourg (08398)        | 94. Saulces-Champenoises (08401)            | 95. Sauville (08405)                 | 96. Savigny-sur-Aisne (08406)       |
| 97. Semide (08410)                 | 98. Semuy (08411)                           | 99. Senuc (08412)                    | 100. Sommauthe (08424)              |
| 101. Sommerance (08425)            | 102. Sugny (08431)                          | 103. Suzanne (08433)                 | 104. Sy (08434)                     |
| 105. Séchault (08407)              | 106. Tailly (08437)                         | 107. Tannay (08439)                  | 108. Termes (08441)                 |
| 109. Terron-sur-Aisne (08443)      | 110. Thénorgues (08446)                     | 111. Toges (08453)                   | 112. Tourcelles-Chaumont (08455)    |
| 113. Tourteron (08458)             | 114. Vandy (08461)                          | 115. Vaux-Champagne (08462)          | 116. Vaux-en-Dieulet (08463)        |
| 117. Vaux-lès-Mouron (08464)       | 118. Verpel (08470)                         | 119. Verrières (08471)               | 120. Voncq (08489)                  |
| 121. Vouziers (08490)              | 122. Vrizy (08493)                          | 123. Écordal (08151)                 |                                     |